# Neffex
Selon YouTube, leurs vidéos musicales les plus populaires sont les chansons Fight Back et Grateful qui ont plus de 100 millions de vues, Careless et Cold en totalisent plus de 70 millions, Destiny et Best of Me dépassent les 50 millions, Failure et Soldier plus de 30 millions. Ils sortent plusieurs de leurs chansons libres de droits.

## Histoire
Bryce Savage et Cameron Wales se rencontrent pour la première fois au lycée à l'âge de 15 ans,. À cette époque, ils faisaient partie d'un groupe de punk rock,. Par la suite, les deux quittent le groupe et commencent à faire leur propre musique. Après le lycée, Wales déménage à Los Angeles et s'éloigne de Savage. Lorsque Savage était en dernière année d'université, il parle à Wales et ils remarquent que tous les deux faisaient de la musique pendant leur temps libre. Après l'université, ils se réunissent à nouveau, dans le comté d'Orange, et créent le nom Neffex.
En 2017, le duo se lance le défi de sortir 100 chansons en 100 semaines,. Toutes les chansons publiées pour ce défi sont libres de droits. Le 16 octobre 2019, ils sortent leur premier EP intitulé Q203, du nom de l'appartement où ils enregistrent leurs premières chansons,,. L'album contient six chansons : When I Was Young, Without You, It's My Life, Sunday, Primal et Want Me,,,.
Le 25 septembre 2020, ils sortent leur premier album intitulé New Beginnings avec ROZES, Jez Dior et MASN. L'album contient 16 morceaux : Sometimes, Be Somebody, New Beginnings, Scars, I've Been Let Down, Hell Won't Take Me, I Wanna Play A Game, Don't Hate Me, Mind Reader, Unavailable, When It Flows, WOW !, Worst of You, Closer to Heaven, Space et I'll Be Fine.

## Discographie

### Albums studio
- 2019 : PE (16 octobre 2019)
- 2020 : New Beginnings (25 septembre 2020)

### Singles
(mai 2025).
Les singles sortent lors du défi 100 chansons en 100 semaines dans lequel une nouvelle œuvre est publiée chaque mercredi.
| Titre                              | Sortie            |
| ---------------------------------- | ----------------- |
| I Will Be The Best (End 100°weeks) | 7 juin 2023       |
| Undefeated                         | 31 Mai 2023       |
| Brawl                              | 24 mai 2023       |
| The Plague                         | 17 mai 2023       |
| Victorius                          | 10 mai 2023       |
| Seeing All Red                     | 3 Mai 2023        |
| Desperate, NCS                     | 28 avril 2023     |
| The Curse                          | 19 avril 2023     |
| This Is War                        | 12 avril 2023     |
| Haunt                              | 5 avril 2023      |
| I Won’t Stop                       | 29 mars 2033      |
| Fearless                           | 22 mars 2023      |
| The King Is Dead                   | 15 mars 2023      |
| Collapse                           | 8 mars 2023       |
| Tough Times                        | 1 mars 2023       |
| Made for this                      | 22 février 2023   |
| A Place For Me                     | 15 février 2023   |
| Conviction                         | 8 février 2023    |
| Befor I’m gone                     | 1 février 2023    |
| Never Gonna Stop                   | 25 janvier 2023   |
| At The Top                         | 17 janvier 2023   |
| Insind                             | 11 janvier 2023   |
| Potus                              | 4 janvier 2023    |
| Get Out My Way                     | 28 décembre 2022  |
| New Year,New Me                    | 7 décembre 2022   |
| Stay Strong                        | 30 novembre 2022  |
| The Rain                           | 24 novembre 2022  |
| Fever Dream                        | 16 novembre 2022  |
| Choose it                          | 9 novembre 2022   |
| Rise                               | 2 novembre 2022   |
| Purpose                            | 26 octobre 2022   |
| Big swing                          | 19 octobre 2022   |
| Legendary                          | 13 octobre 2022   |
| Make Move                          | 5 octobre 2022    |
| No Retread                         | 28 septembre 2022 |
| Leading                            | 21 septembre 2022 |
| Ready To Kill                      | 14 septembre 2022 |
| Till My Hands Bleed                | 7 septembre 2022  |
| My Mind                            | 31 août 2022      |
| Pinky Promise ft.NEONI             | 24 août 2022      |
| You Will Never See Me Coming       | 17 août 2022      |
| 6 Shots                            | 10 août 2022      |
| Anxiety                            | 3 août 2022       |
| Changing                           | 27 juillet 2022   |
| Till I On Top                      | 20 juillet 2022   |
| What You Ganna Be                  | 13 juillet 2022   |
| They Call Me A God                 | 6 juillet 2022    |
| Chasing                            | 29 juin 2022      |
| Losing My mind                     | 22 juin 2022      |
| My Way                             | 15 juin 2022      |
| Don’t Let Go                       | 8 juin 2022       |
| Catch Me If I Fall                 | 1 juin 2022       |
| Tell Me What You Want              | 25 mai 2022       |
| A little F*cked Up                 | 18 mai 2022       |
| Price Tag                          | 11 mai 2022       |
| Tell I’m Free                      | 4 mai 2022        |
| Play Dead                          | 27 avril 2022     |
| As You Fade Away                   | 20 avril 2022     |
| Ruthless                           | 13 avril 2022     |
| Good Day(Wake Up)                  | 6 avril 2022      |
| Go!                                | 30 mars 2022      |
| Take Me Back                       | 24 mars 2022      |
| Better Days                        | 16 mars 2022      |
| Winning                            | 9 mars 2022       |
| Retribution                        | 2 mars 2022       |
| Get Through                        | 23 février 2022   |
| No filter                          | 16 février 2022   |
| immortal                           | 9 février 2022    |
| Tough                              | 2 février 2022    |
| Statement                          | 26 janvier 2022   |
| Enough                             | 19 janvier 2022   |
| Built To Last                      | 12 janvier 2022   |
| I Jsut Wanna Be Great              | 5 janvier 2022    |
| Free Me                            | 29 décembre 2021  |
| Hustlin’                           | 22 décembre 2021  |
| Dreaming On                        | 15 décembre 2021  |
| Go Dowm Swinging                   | 8 décembre 2021   |
| This Is Not A Christmas Song       | 1 décembre 2021   |
| Just Breathing                     | 24 novembre 2021  |
| The Itch ft.JoshA                  | 17 novembre 2021  |
| Addict                             | 10 novembre 2021  |
| Don’t Wanna Let Myself Down        | 3 novembre 2021   |
| Manifest It                        | 27 octobre 2021   |
| Born A Rockstar                    | 20 octobre 2021   |
| How’s It Supposed To Feel          | 13 octobre 2021   |
| Tell Me That I can’t               | 6 octobre 2021    |
| Till I Let Go                      | 29 septembre 2021 |
| Ti I Hear’Em Say                   | 22 septembre 2021 |
| A Year Ago                         | 15 septembre 2021 |
| Inspired                           | 8 septembre 2021  |
| It’s Only Worth If You Work For It | 1 septembre 2021  |
| Something You Could Never Own      | 25 août 2021      |
| Focus On Yourself First            | 18 août 2021      |
| Bite Me                            | 11 août 2021      |
| Believe                            | 4 août 2021       |
| That's What It Takes               | 28 juillet 2021   |
| No Turning Back                    | 21 juillet 2021   |
| Revolution(Start New 100° weeks)   | 14 juillet 2021   |
| Are You Okay?                      | 30 avril 2021     |
| Time                               | 15 janvier 2021   |
| Sometimes                          | 20 août 2020      |
| I'm Not Worth It                   | 15 mai 2020       |
| Coming For You                     | 5 juin 2019       |
| Torn Apart                         | 15 mai 2019       |
| Lose My Mind                       | 24 avril 2019     |
| Pull Me Apart                      | 10 avril 2019     |
| When Everything is Gone            | 20 mars 2019      |
| Cold in Water                      | 6 mars 2019       |
| Trapped in a Nightmare             | 27 février 2019   |
| Here to Stay                       | 6 février 2019    |
| Myself                             | 23 janvier 2019   |
| 100 (Count It) (End 100° Weeks)    | 2 janvier 2019    |
| It's Just Not Fair                 | 26 décembre 2018  |
| We Could Do It All                 | 18 décembre 2018  |
| Runaway                            | 12 décembre 2018  |
| Make it                            | 5 décembre 2018   |
| Spartan                            | 3 novembre 2018   |
| Keep Dreaming                      | 27 novembre 2018  |
| Struggle                           | 21 novembre 2018  |
| Lost Within                        | 13 novembre 2018  |
| Deep Thoughts                      | 6 novembre 2018   |
| Home                               | 30 octobre 2018   |
| Mystify                            | 23 octobre 2018   |
| Take Me Back Again                 | 17 octobre 2018   |
| What's Up                          | 9 octobre 2018    |
| Lost Not Found                     | 2 octobre 2018    |
| Damn Gurl                          | 26 septembre 2018 |
| Play                               | 18 septembre 2018 |
| Hate It or Love It                 | 11 septembre 2018 |
| The Show                           | 4 septembre 2018  |
| Broken Dreams                      | 28 août 2018      |
| Mirror                             | 21 août 2018      |
| One Shot                           | 14 août 2018      |
| Numb                               | 7 août 2018       |
| Fall Asleep                        | 1er août 2018     |
| Climb                              | 24 juillet 2018   |
| Fade Away                          | 17 juillet 2018   |
| Fear                               | 10 juillet 2018   |
| So Fine                            | 3 juillet 2018    |
| Trust Me                           | 26 juin 2018      |
| Take Me Away                       | 19 juin 2018      |
| Alive                              | 12 juin 2018      |
| All These Thoughts                 | 6 juin 2018       |
| Got This                           | 1er juin 2018     |
| Dangerous                          | 29 mai 2018       |
| Comeback                           | 22 mai 2018       |
| Chance                             | 15 mai 2018       |
| Summertime                         | 8 mai 2018        |
| With You                           | 1er mai 2018      |
| A Feeling                          | 24 avril 2018     |
| Touch the Sky                      | 17 avril 2018     |
| Cold                               | 11 avril 2018     |
| Go Hard                            | 3 avril 2018      |
| Hope                               | 27 mars 2018      |
| RIP                                | 20 mars 2018      |
| Graveyard                          | 13 mars 2018      |
| Blessed                            | 6 mars 2018       |
| Grateful                           | 27 février 2018   |
| Hype                               | 21 février 2018   |
| Save Me                            | 14 février 2018   |
| Deep in the Game                   | 6 février 2018    |
| Can't Lose                         | 30 janvier 2018   |
| Savage                             | 24 janvier 2018   |
| Forget 'em                         | 17 janvier 2018   |
| Gibberish                          | 9 janvier 2018    |
| Nightmare                          | 2 janvier 2018    |
| Greatest                           | 26 décembre 2017  |
| Roller Coaster                     | 19 décembre 2017  |
| Pro                                | 12 décembre 2017  |
| Judge                              | 5 décembre 2017   |
| Life                               | 28 novembre 2017  |
| Baller                             | 21 novembre 2017  |
| Let Me Down                        | 14 novembre 2017  |
| Dance Again                        | 7 novembre 2017   |
| Hungover                           | 31 octobre 2017   |
| Fight Back                         | 25 octobre 2017   |
| No Sleep                           | 17 octobre 2017   |
| Flirt                              | 10 octobre 2017   |
| Soldier                            | 3 octobre 2017    |
| One of a Kind                      | 26 septembre 2017 |
| Badass                             | 19 septembre 2017 |
| Self Made                          | 12 septembre 2017 |
| Unstoppable                        | 5 septembre 2017  |
| Shmack'd                           | 29 août 2017      |
| Never Hold Back                    | 22 août 2017      |
| First Time                         | 15 août 2017      |
| Never Give Up                      | 8 août 2017       |
| Head Down                          | 1er août 2017     |
| Ready to Go                        | 25 juillet 2017   |
| Welcome to the City                | 18 juillet 2017   |
| Best of Me                         | 11 juillet 2017   |
| Watch Me                           | 4 juillet 2017    |
| Backstage                          | 27 juin 2017      |
| Fight                              | 20 juin 2017      |
| Careless                           | 13 juin 2017      |
| Party Like the 80s                 | 6 juin 2017       |
| Dream Catcher                      | 30 mai 2017       |
| Woah                               | 23 mai 2017       |
| Crown                              | 16 mai 2017       |
| Things Are Gonna Get Better        | 9 mai 2017        |
| Hey Yea                            | 2 mai 2017        |
| Rumors                             | 25 avril 2017     |
| Failure                            | 18 avril 2017     |
| Who the Fuck Is Neffex!?           | 11 avril 2017     |
| Blow Up                            | 4 avril 2017      |
| Destiny                            | 28 mars 2017      |
| Light It Up                        | 21 mars 2017      |
| Lit                                | 14 mars 2017      |
| Sober                              | 7 mars 2017       |
| Gossip                             | 28 février 2017   |
| Hometown                           | 21 février 2017   |
| Bros B4 Hoes (Start 100°Week)      | 17 février 2017   |
| Tonight                            | 14 février 2017   |
| Summer                             | 10 février 2017   |
| Rollin' with the Devil             | 28 novembre 2016  |
| Memories                           | 8 novembre 2016   |
| Messed Up                          | 15 septembre 2016 |
| Killa                              | 19 février 2016   |